# Кајмариоти (Перуђа)
Кајмариоти је насеље у Италији у округу Перуђа, региону Умбрија.
Према процени из 2011. у насељу је живело 31 становника. Насеље се налази на надморској висини од 719 м.